# Paroedura gracilis
Paroedura gracilis (Boulenger, 1896) è un sauro della famiglia Gekkonidae, endemico del Madagascar.